# William L. Anderson
William L. Anderson  é escritor e professor associado de economia da Frostburg State University, em Maryland.  Ele também é professor adjunto do Mackinac Center for Public Policy e do Ludwig von Mises Institute, no Alabama.
Anderson já foi professor de economia do North Greenville College, em Tigerville, na Carolina do Sul.
Anderson escreve comentários abrangentes sobre temas atuais de uma perspectiva austríaca pró-mercado livre, com colunas publicadas regularmente em um site libertário.  Em 2006, um de seus principais interesses foi a análise das provas e a cobertura da mídia do que acabou por ser falsas acusações de estupro feitas por Crystal Gail Mangum contra vários jovens da Universidade Duke.
Ele também é crítico libertário das políticas do reconhecido economista Paul Krugman; ele regularmente critica as políticas de Paul Krugman em um blogue criado especialmente para esse fim.